# Рили, Ричард
Ричард Рили (англ. Richard Riehle, род. 12 мая 1948 года в Меномони-Фолс, Висконсин, США) — американский характерный актёр, фильмография которого включает более 400 работ в кино и на телевидении, что делает его одним из лидеров по числу появлений на экране.
Исполнял постоянные роли в ситкомах «Феррис Бьюллер» (1990—1991) и «Основа для жизни» (2001—2005). Также снимался в фильмах «Слава», «Жареные зелёные помидоры», «Освободите Вилли», «Беглец», «Казино», «Призраки Миссисипи», «Офисное пространство», «Мужчина по вызову», «Загадочная кожа», «Человек с Земли», «Техасская резня бензопилой 3D», сериалах «Квантовый скачок», «Она написала убийство», «Элли Макбил», «Коломбо», «Западное крыло», «Молодые и дерзкие», «Американская домохозяйка» и других.